# Saison 1979 de la NFL
Navigation
Édition précédente Édition suivante
La saison 1979 de la NFL est la 60e saison de la National Football League. Elle voit le sacre des Pittsburgh Steelers à l'occasion du Super Bowl XIV.

## Classement général
| Qualifié en play-offs |

| AFC Est              |      |      |      |        |          |            |
| Franchise            | Vic. | Déf. | Nuls | % vic. | Pts pour | Pts contre |
| Miami Dolphins       | 10   | 6    | 0    | .625   | 341      | 257        |
| New England Patriots | 9    | 7    | 0    | .563   | 411      | 326        |
| New York Jets        | 8    | 8    | 0    | .500   | 337      | 383        |
| Buffalo Bills        | 7    | 9    | 0    | .438   | 268      | 279        |
| Baltimore Colts      | 5    | 11   | 0    | .313   | 271      | 351        |
| AFC Central          |      |      |      |        |          |            |
| Franchise            | Vic. | Déf. | Nuls | % vic. | Pts pour | Pts contre |
| Pittsburgh Steelers  | 12   | 4    | 0    | .750   | 416      | 262        |
| Houston Oilers       | 11   | 5    | 0    | .688   | 362      | 331        |
| Cleveland Browns     | 9    | 7    | 0    | .563   | 359      | 352        |
| Cincinnati Bengals   | 4    | 12   | 0    | .250   | 337      | 421        |
| AFC Ouest            |      |      |      |        |          |            |
| Franchise            | Vic. | Déf. | Nuls | % vic. | Pts pour | Pts contre |
| San Diego Chargers   | 12   | 4    | 0    | .750   | 411      | 246        |
| Denver Broncos       | 10   | 6    | 0    | .625   | 289      | 262        |
| Seattle Seahawks     | 9    | 7    | 0    | .563   | 378      | 372        |
| Oakland Raiders      | 9    | 7    | 0    | .563   | 365      | 337        |
| Kansas City Chiefs   | 7    | 9    | 0    | .438   | 238      | 262        |

| NFC Est             |      |      |      |        |          |            |
| Franchise           | Vic. | Déf. | Nuls | % vic. | Pts pour | Pts contre |
| Dallas Cowboys      | 11   | 5    | 0    | .688   | 371      | 313        |
| Philadelphia Eagles | 11   | 5    | 0    | .688   | 339      | 282        |
| Washington Redskins | 10   | 6    | 0    | .625   | 348      | 295        |
| New York Giants     | 6    | 10   | 0    | .375   | 237      | 323        |
| St. Louis Cardinals | 5    | 11   | 0    | .313   | 307      | 358        |
| NFC Central         |      |      |      |        |          |            |
| Franchise           | Vic. | Déf. | Nuls | % vic. | Pts pour | Pts contre |
| Tampa Bay Buccs     | 10   | 6    | 0    | .625   | 273      | 237        |
| Chicago Bears       | 10   | 6    | 0    | .625   | 306      | 249        |
| Minnesota Vikings   | 7    | 9    | 0    | .438   | 259      | 337        |
| Green Bay Packers   | 5    | 11   | 0    | .313   | 246      | 316        |
| Detroit Lions       | 2    | 14   | 0    | .125   | 219      | 365        |
| NFC Ouest           |      |      |      |        |          |            |
| Franchise           | Vic. | Déf. | Nuls | % vic. | Pts pour | Pts contre |
| Los Angeles Rams    | 9    | 7    | 0    | .563   | 323      | 309        |
| New Orleans Saints  | 8    | 8    | 0    | .500   | 370      | 360        |
| Atlanta Falcons     | 6    | 10   | 0    | .375   | 300      | 388        |
| San Francisco 49ers | 2    | 14   | 0    | .125   | 308      | 416        |

- Seattle termine devant Oakland en AFC West en raison des résultats enregistrés en confrontation directe (2-0).
- Dallas termine devant Philadelphia en NFC Central en raison des résultats enregistrés en conférence (10-2 contre 9-3).
- Tampa Bay termine devant Chicago en NFC Central en raison des résultats enregistrés en division (6-2 contre 5-3).
- Chicago gagne la seconde Wild Card de la NFC devant Washington en raison du plus grand nombre de points (57 contre 53).

## Play-offs
Les équipes évoluant à domicile sont nommées en premier. Les vainqueurs sont en gras

### AFC
- Wild Card : 
  - 23 décembre 1979 : Houston 13-7 Denver
- Premier tour : 
  - 29 décembre 1979 : San Diego 14-17 Houston
  - 30 décembre 1979 : Pittsburgh 34-14 Miami
- Finale AFC : 
  - 6 janvier 1980 : Pittsburgh 27-13 Houston

### NFC
- Wild Card : 
  - 23 décembre 1979 : Philadelphie 27-17 Chicago
- Premier tour : 
  - 29 décembre 1979 : Tampa Bay 24-17 Philadelphie
  - 30 décembre 1979 : Dallas 19-21 Los Angeles
- Finale NFC : 
  - 6 janvier 1980 : Tampa Bay 0-9 Los Angeles

### Super Bowl XIV
- 20 janvier 1980 : Pittsburgh (AFC) 31-19 Los Angeles (NFC), au Rose Bowl Stadium de Pasadena